# Rita Streich
Rita Streich (ruski: Рита Штрайх, udana Streich-Berger; Barnaul, 18. prosinca 1920. – Beč, 20. ožujka 1987.) bila je njemačka operna i koncertna pjevačica (koloraturni sopran). Bila je među najcjenjenijim pjevačicama u razdoblju iza Drugog svjetskog rata, poznata pod nadimkom Bečki slavuj, hvaljena za izvedbe Mozarta i Straussa. Radila je s najboljim europskim orkestima i dirigentima.

## Životopis
Rita Streich (od Margarita, rodno ime Маргарита Бруновна Штрайх) rođena je u Barnaulu u južnom Sibiru, kamo je njen otac Bruno (rodom iz Cranza, današnji Zelenogradsk) za vrijeme Prvog svjetskog rata interniran kao njemački ratni zarobljenik. Njena majka Anfija bila je Ruskinja iz Perma. Rita je imala šest mjeseci kad je njen otac oslobođen iz zarobljeništva i obitelj 1921. seli u Njemačku. Školske dane Rita je provela u Essenu i u Jeni.

### Glazbeno obrazovanje
Prvo pjevačko obrazovanje imala je u Augsburgu kod Paule Klötzer. Na jednom od školskih koncerata zapazila ju je Erna Berger i pozvala sebi na studij u Berlin. Među njezinim učiteljima bili su i tenor Willi Domgraf-Fassbaender te sopranistica Maria Ivogün.
Glas Rite Streich opisan je kao vrhunski zvonki sopran, obilježen toplim tonom i jasnom artikulacijom koloratura. Glas joj nije bio snažan i stoga je bio prikladniji za manja kazališta. Zbog sjajnog koloraturnog soprana i lakoće s kojim je interpretirala djela svjetskog opernog repertoara, Rita je stekla nadimak "Njemački slavuj", zatim i "Bečki slavuj".
Ruski kao materinski jezik bio joj je vrlo koristan u karijeri, ali je u početku imala problem s fašističkim režimom zbog "ne čistog" njemačkog jezika.

### Umjetnička karijera
Rita Streich je na opernoj sceni debitirala 1943. godine u gradskom kazalištu u Aussigu (sadašnji češki grad Ústí na Labi) ulogom Zerbinette u operi Arijadna na Naxosu Richarda Straussa.

#### Berlinska državna opera
Prvi nastup u Njemačkoj državnoj operi (Staatsoper Unter den Linden) u Berlinu imala je 20. rujna 1945. ulogom paža u Verdijevom Rigolettu. Uloga Olympije u operi Hoffmannove priče 10. travnja 1946. bila joj je prva velika premijera i njome počinje njen uspjeh u karijeri. Do 1950. godine bila je stalni član ansambla i za to je vrijeme nastupila u sljedećim operama: Otmica iz saraja (kao Blonda), Ivica i Marica, Čarobna frula, Pikova dama, Don Giovanni, Arijadna na Naxosu, Parsifal, Ljubavni napitak, Orfej i Euridika, U dolini, Madama Butterfly, Kavalir s ružom.

#### Berlinska gradska opera
U Berlinsku gradsku operu (Deutsche Oper Berlin) došla je 1950. i do 1953. nastupila je u 3 opere: Arijadna na Naxosu, Otmica iz saraja (kao Konstanze), Čarobna frula.

#### Bečke državna opera
Ansamblu Bečke državne opere pridružila se 1953. i u njemu provela više od četvrt stoljeća. Od 21. veljače 1953. do 19. travnja 1972. nastupila je 188 puta u 19 uloga:
| Opera              | Uloga                | Broj izvođenja | Od    | Do    |
| ------------------ | -------------------- | -------------- | ----- | ----- |
| Arijadna na Naxosu | Zerbinetta           | 11             | 1956. | 1964. |
| Capriccio          | talijanska pjevačica | 13             | 1960. | 1970. |
| Čarobna frula      | Papagena             | 3              | 1953. | 1954. |
| Čarobna frula      | Kraljica noći        | 6              | 1956. | 1960. |
| Daphne             | 1. djevojka          | 5              | 1965. | 1965. |
| Don Giovanni       | Zerlina              | 11             | 1956. | 1966. |
| Figarov pir        | Susanna              | 35             | 1953. | 1969. |
| Giroflé-Giroflá    | Giroflé/Giroflá      | 3              | 1954. | 1954. |
| Hoffmannove priče  | Olympia              | 11             | 1953. | 1959. |
| Kavalir s ružom    | Sophie               | 12             | 1956. | 1967. |
| Krabuljni ples     | Oscar                | 8              | 1959. | 1963. |
| Otmica iz saraja   | Blonda               | 21             | 1953. | 1965. |
| Otmica iz saraja   | Konstanze            | 7              | 1956. | 1964. |
| Palestrina         | tri anđeoska glasa   | 6              | 1960. | 1972. |
| Rigoletto          | Gilda                | 3              | 1953. | 1960. |
| Siegfried          | šumska ptica         | 3              | 1966. | 1972. |
| Šišmiš             | Adele                | 7              | 1960. | 1962. |
| Tako čine sve      | Despina              | 19             | 1958. | 1963. |
| Tannhäuser         | mladi pastir         | 4              | 1970. | 1972. |

#### Gostujuće uloge i turneje
Rita Streich je imala brojna gostovanja na scenama širom svijeta. Imala je turneje u SAD-u, Japanu, Australiji i Novom Zelandu.
- Na Svečanim igrama u Bayreuthu nastupala je 1952. i 1953., oba puta u istim ulogama, kao Šumska ptica u Siegfriedu i Djevojka cvijet u Parsifalu.[2]
- Od 1954. počela je nastupati na Salzburškim svečanim igrama. Pjevala je u operama Strijelac vilenjak (uloga Ännchen, 1954.), Arijadna na Naxosu (uloga Najade, 1954.), Don Giovanni (Kraljica noći, 1956. i Zerlina, 1957.),  Tako čine sve (Despina, 1957.) te u naslovnoj ulozi premijere opere Julietta (1957.). Do 1967. gotovo svake godine bila je na koncertnim priredbama u Sazburgu.[2]
- U 1954. također je imala još nekoliko uspješnih gostovanja: Rimska opera (kao Sophie u Kavaliru s ružom), milanska La Scala (između ostalih Blonda u Otmici iz saraja) te londonskom Covent Gardenu (Zerlina u Don Giovanniju i Susanna u Figarovom piru).
- U SAD-u je debitirala 1957. u San Franciscu, s po dvije predstave opera Tako čine sve (Despina), Arijadna na Naxosu (Zerbinetta) i Kavalir s ružom (Sophie). Vratila se 1959. s još dvije Zerbinette. U Chicagu je gostovala 1960. s tri predstave Figarovog pira (Susanna), a 1962. uz ponovljenu ulogu Susanne pjevala je ulogu Amora u tri predstave opere Orfej i Euridika.[2]
- Na opernom festivalu u Glyndebourneu i u Aix-en-Provence nastupala je 1958.[2]

Nakon umirovljenja još nekoliko godina nastupala je na recitalima i koncertima, osobito u Mozartovim arijama.
Od 1974. do 1977. bila je profesorica u glazbenoj školi "Folkwang" u Essenu i od 1976. na Glazbenoj akademiji u Beču. Od 1983. držala je majstorske tečajeve na Salzburškom Mozarteumu i vodila je Centar za razvitak lirske umjetnosti (fr. Centre du Perfectionnement d'art lyrique) u Nici.

### Diskografija
Rita Streich snimila je 65 LP ploča, većinom opernog i operetskog repertoara, ali i narodnih pjesama i romansa. Veliki broj ploča kasnije je prebačen na noviji medij, CD.

### Film, radio i TV
Kao medijska zvijezda svog vremena, od 1950. do 1972. Rita Streich je imala brojne nastupe na radiju, televiziji i na filmu. U tri filma (filmovane opere Vesele žene Windsorske, Figarov pir i Otmica iz saraja) "posuđivala" je glas glumcima i u jednom je nastupila kao pjevačica (mjuzikl Es geht nicht ohne Gisela). Na televiziji je nastupala u glazbenim serijama i televizijskim filmovima predstavljajući sebe samu, a ima i njoj posvećenih emisija

### Priznanja
- Kammersängerin - počasni naslov koji se dodjeljuje istaknutim pjevačima klasične glazbe u Njemačkoj i Austriji[11]
- Bundesverdienstkreuz I. Klasse - njemački Federalni križ za zasluge[11]

### Osobni život
Udana u Berlinu 1949. za redatelja Dietera Bergera. Sin Franklin Berger (1956.) njemački je fotograf.
Rita je u 67. godini umrla od karcinoma mozga. Pokopana je na groblju Perchtoldsdorfer Friedhof kod Beča.